# Ambunten Barat
Ambunten Barat is een bestuurslaag in het regentschap Sumenep van de provincie Oost-Java, Indonesië. Ambunten Barat telt 2733 inwoners (volkstelling 2010).